# Hogna lawrencei
Hogna lawrencei là một loài nhện trong họ Lycosidae.
Loài này thuộc chi Hogna. Hogna lawrencei được Carl Friedrich Roewer miêu tả năm 1960.